# 丹生 (多気町)
丹生（にゅう）は、三重県多気郡多気町の大字。郵便番号は519-2211（集配局：多気郵便局）。
本項ではかつてほぼ同区域に存在した同郡丹生村（にゅうむら）についても記す。

## 地理
多気町の中部、櫛田川の中流右岸にあたる。北で津留・鍬形・井内林、東で長谷・神坂・前村、西で色太・古江・下出江、北で松阪市茅原町、南で大台町栃原に接する。南西端を紀勢本線と国道42号が通過している。南北を伊勢自動車道が縦貫し、勢和多気ジャンクションから分岐する紀勢自動車道の勢和多気インターチェンジが国道42号に接続している。また、三重県道421号勢和兄国松阪線と、北端で分岐した三重県道702号茅原丹生線が縦貫し、それぞれ国道42号と接続している。
- 河川：櫛田川

### 地名の由来
丹生は、「赤い（丹）土を産する（生）場所」の意味である。辰砂や水銀を産出したことに由来している。

## 歴史
- 幕末時点では飯高郡丹生村であった。「旧高旧領取調帳」の記載によると和歌山藩領。
- 明治4年7月14日（1871年8月29日） - 廃藩置県により和歌山県の管轄となる。
- 明治4年11月22日（1872年1月2日） - 第1次府県統合により安濃津県（現・三重県）の管轄となる。
- 1876年（明治9年） - 所属郡が飯高郡から多気郡に変更。
- 1889年（明治22年）4月1日 - 町村制の施行により、多気郡丹生村が成立。
- 1955年（昭和30年）4月15日 - 丹生村が五ヶ谷村と新設合併して勢和村が発足。丹生村は廃止となり、勢和村大字丹生となる。
- 2006年（平成18年）1月1日 - 勢和村が多気町と新設合併し、改めて多気町が発足。同町丹生となる。
- 2021年（令和3年）3月[7] - 丹生の一部と前村の一部から、ヴィソンが分離する[8]。

## 世帯数と人口
2015年（平成27年）10月1日現在の世帯数と人口は以下の通りである。
| 大字 | 世帯数  | 人口  |
| ---- | ------- | ----- |
| 丹生 | 294世帯 | 972人 |

### 人口の変遷
国勢調査による人口の推移。
| 2010年（平成22年） | 989人 | [ 9 ] |  |
| 2015年（平成27年） | 972人 | [ 2 ] |  |

### 世帯数の変遷
国勢調査による世帯数の推移。
| 2010年（平成22年） | 307世帯 | [ 9 ] |  |
| 2015年（平成27年） | 294世帯 | [ 2 ] |  |

## 学区
市立小・中学校に通う場合、学区は以下の通りとなる。
| 番・番地等 | 小学校             | 中学校             |
| ---------- | ------------------ | ------------------ |
| 全域       | 多気町立勢和小学校 | 多気町立勢和中学校 |

## 交通

### 鉄道路線
区域内を紀勢本線が通過するが、駅は所在しない。最寄駅は栃原駅。

### バス
三重交通
- 大杉線
  - 54系統：松阪駅前 - 春日町 - 射和 - 多気町役場前 - 栃原駅前 - 三瀬谷 - 大杉（三瀬谷以遠は運休中）

多気町町営バス
- 幹線バス
  - 波多瀬保育園 - 大石 - 勢和振興事務所 - 丹生大師 - 津留 - 四疋田 - 相可高校前 - 射和 - 相可駅 - 多気駅 - 下河田
  - 波多瀬保育園 - 大石 - 勢和振興事務所 - 丹生大師 - 津留 - 四疋田 - 天啓の里 - クリスタルタウン - 多気町役場 - 相可駅 - 多気駅 - 下河田

### 道路
- 伊勢自動車道
  - 勢和多気ジャンクション
- 紀勢自動車道
  - 勢和多気ジャンクション
  - 勢和多気インターチェンジ
- 国道42号
- 三重県道421号勢和兄国松阪線
- 三重県道702号茅原丹生線
- 丹生峠

## 施設

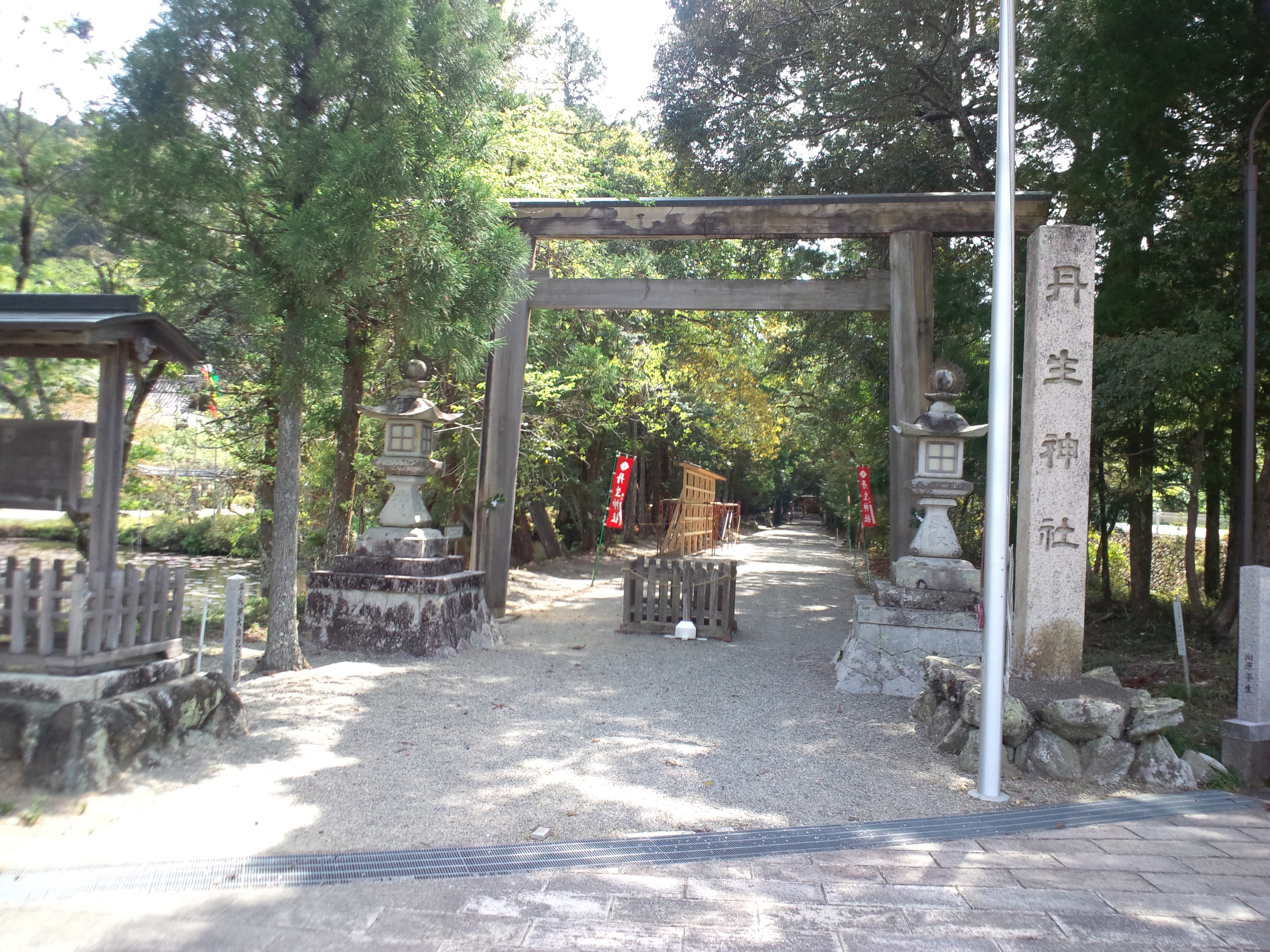
丹生神社

- 丹生郵便局
- 丹生神社
- 西導寺
- 丹生地区クリーンセンター
- 勢和東公民館（旧・多気町立丹生小学校）
- 西村彦左衛門生家（ふるさと屋）
- 少女まんが館 TAKI 1735

## 名所・旧跡・観光スポット・祭事・催事
- 神宮寺（丹生大師）
- 丹生鉱山跡
- コケコッコー共和国

## 出身者
- 三井殊法 - 商人、三井高利の母[11]